# Carpodacus
Carpodacus es un género de aves paseriformes perteneciente a la familia Fringillidae propias de Eurasia. 

## Especies
En la actualidad se reconocen 27 especies en el género:
- Carpodacus davidianus Milne-Edwards, 1865 - camachuelo de David;
- Carpodacus dubius Przewalski, 1876 - camachuelo cejiblanco;
- Carpodacus edwardsii Verreaux, 1870 - camachuelo de Edwards;
- Carpodacus erythrinus (Pallas, 1770) - camachuelo carminoso;
- Carpodacus ferreorostris † (Vigors, 1829) - picogordo de las Bonin;
- Carpodacus formosanus Ogilvie-Grant, 1911 - camachuelo taiwanés;
- Carpodacus grandis Blyth, 1849 - camachuelo de Blyth;
- Carpodacus pulcherrimus (Moore, 1856) - camachuelo bonito;
- Carpodacus puniceus (Blyth, 1845) - camachuelo frentirrojo;
- Carpodacus rhodochlamys (Brandt, 1843) - camachuelo dorsirrojo;
- Carpodacus roborowskii (Przewalski, 1887) - camachuelo de Roborowski;
- Carpodacus rodochroa (Vigors, 1831) - camachuelo cejirrosado;
- Carpodacus rodopeplus (Vigors, 1831) - camachuelo alimoteado;
- Carpodacus roseus (Pallas, 1776) - camachuelo de Pallas;
- Carpodacus rubicilla (Guldenstadt, 1775) - camachuelo grande;
- Carpodacus rubicilloides Przewalski, 1876 - camachuelo estriado;
- Carpodacus sibiricus (Pallas, 1773) - camachuelo colilargo;
- Carpodacus sillemi (Roselaar, 1992) - pinzón montano de Sillem;
- Carpodacus sipahi (Hodgson, 1836) - camachuelo escarlata;
- Carpodacus stoliczkae (Hume, 1874) - camachuelo pálido;
- Carpodacus subhimachalus (Hodgson, 1836) - camachuelo cejirrojo;
- Carpodacus synoicus (Temminck, 1825) - camachuelo del Sinaí;
- Carpodacus thura Bonaparte y Schlegel, 1850 - camachuelo de Thura;
- Carpodacus trifasciatus Verreaux, 1870 - camachuelo tribarrado;
- Carpodacus verreauxii (David y Oustalet, 1877) - camachuelo de Verreaux;
- Carpodacus vinaceus Verreaux, 1870 - camachuelo vinoso;
- Carpodacus waltoni (Sharpe, 1905) - camachuelo culirrosado.